# Званба
Зва́нба (Ажəанба, Азəанба; Ажуанба, Званбай; мингрельские формы — Жвания, Званбая, Звамбая; русская — Званбаев) — древний абхазский род, принадлежащий к высшему дворянству.
Согласно легенде, записанной Д. З. Бакрадзе, выводят свой род от Святого Ипатия, епископа Гангрского, по «народной этимологии» кафедра которого ошибочно отождествлена с Гагрой. Владельцы земель у фамильного села Звандрипш.
Из представителей рода известен Соломон Званба (1809—1855), подполковник, учёный-этнограф.